# داء الأكريات الطيري
داء الأكرِيات الطيري (بالإنجليزية: avian coccidiosis) هو مرض طفيلي يصيب الطيور. تسببه عدة أنواع من الإيميريا.

## وصلات خارجية
- نقاط حول داء الأكرِيات الطيري من موقع جامعة نيو مكسيكو نسخة محفوظة 18 أكتوبر 2011 على موقع واي باك مشين.
- داء الأكرِيات الطيري: اعادة النظر في الحصانة المعوية المكتسبة واستراتيجيات التطعيم. من موقع المكتبة الوطنية للطب و المعاهد الوطنية للصحة